# Рухенка
Рухенка (пол. Ruchenka) — село в Польщі, у гміні Лів Венґровського повіту Мазовецького воєводства.
Населення — 133 особи (2011).
У 1975-1998 роках село належало до Седлецького воєводства.

## Демографія
Демографічна структура станом на 31 березня 2011 року:
|          | Загалом | Допрацездатний вік | Працездатний вік | Постпрацездатний вік |
| -------- | ------- | ------------------ | ---------------- | -------------------- |
| Чоловіки | 63      | 14                 | 44               | 5                    |
| Жінки    | 70      | 17                 | 36               | 17                   |
| Разом    | 133     | 31                 | 80               | 22                   |